# Lleshan
Lleshan es un pueblo de Albania ubicado en la unidad municipal de Gjinar y en el municipio y condado de Elbasan.
El área de este pueblo ha estado habitada desde la Antigüedad. En 1988 se encontró, en un santuario que había en este lugar, cerca de la ruta denominada Vía Egnatia, un tesoro compuesto por una gran cantidad de monedas dentro de dos vasijas de bronce. Estas monedas —la mayoría de bronce y algunas de plata— abarcan un periodo comprendido entre los siglos IV y I a. C. La mayor parte de ellas fueron emitidas por la ciudad de Dirraquio, pero también se encuentran algunas de otras ciudades.